# Guiana Brasileira (meme)
Guiana Brasileira é um meme da Internet surgido em 2025, satirizando Portugal como se fosse parte anexada ao território do Brasil após uma colonização fictícia. A brincadeira satírica surgiu após uma controvérsia envolvendo a contratação da jogadora de futebol portuguesa Kika Nazareth pelo clube espanhol Barcelona Feminino, anunciada com a expressão "Fala, galera!", que gerou críticas de portugueses por considerarem a expressão inadequada e "brasileira". Em resposta, internautas brasileiros criaram o termo "Guiana Brasileira" para se referir a Portugal, sugerindo uma "colonização reversa" do país europeu.
Como código de expressão da cultura digital globalizada, esse meme combina humor, crítica social, identidade cultural, criatividade, entretenimento, busca por monetização e engajamento digital, apelos emotivos na comunicação, dinâmicas geopolíticas e questões políticas atuais em torno da imigração brasileira em Portugal, do legado colonial português, das relações entre Brasil e Portugal e perda de influência deste último em detrimento da ascensão do primeiro no mundo lusófono, da anexação de territórios soberanos como violações ao direito internacional, xenofobia e antibrasileirismo, do trumpismo e novas faces da direita política de alcance internacional, das disseminações de teorias da conspiração contra identidades nacionais, e do prescritivismo, variação e preconceito linguísticos.

## Origem

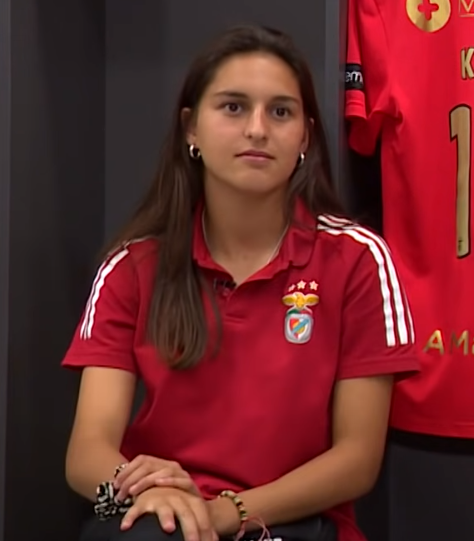
A futebolista Kika Nazareth em 2021, quando defendia o Sport Lisboa e Benfica

O meme começou em novembro de 2024, quando o Futbol Club Barcelona anunciou a contratação da jogadora de futebol portuguesa Francisca Nazareth (Kika Nazareth) com a saudação "Fala, galera!", percebida em Portugal como tipicamente brasileira. Após isso, vários torcedores portugueses expressaram descontentamento, acusando o Barcelona de "brasileirismo" e desrespeito ao português europeu.
Apesar da repercussão viral do caso, o debate sobre a influência do português brasileiro em Portugal já vinha ganhando força desde 2021. Naquele ano, surgiram as primeiras reportagens alertando para o impacto do conteúdo digital brasileiro, especialmente de youtubers, no modo de falar das crianças portuguesas. Embora o Acordo Ortográfico de 1990 tenha unificado as regras ortográficas prevendo variações geográficas, há setores em Portugal que o criticam por supostamente favorecer padrões brasileiros. A criação, em 2025, de um novo grupo de trabalho para revisar o acordo mostra que o tema continua controverso. Ao mesmo tempo, a presença crescente de imigrantes brasileiros tem levado instituições portuguesas a repensar seus métodos de ensino e a flexibilizar a rigidez em torno da norma do português europeu, reconhecendo a legitimidade das diferentes variantes da língua.
Nesse contexto, brasileiros criaram o termo "Guiana Brasileira" expressando a ideia irônica de Portugal como colônia do Brasil, tendo como referências a Guiana Francesa, território ultramarino colonial da França ao norte do Brasil na América do Sul, e os dois mais novos países sul-americanos que eram chamados em tempos coloniais de Guiana Britânica (atual Guiana) e Guiana Neerlandesa (atual Suriname). A zombaria se espalhou pelos serviços de redes sociais, especialmente no TikTok, X, Instagram e YouTube.

## Desenvolvimento
Com o crescimento do meme, surgiram diversas variações e outros apelidos para Portugal fazendo alusão a estados ou à cultura brasileira: Pernambuco em Pé (em alusão ao formato territorial de Pernambuco e Portugal), Mato Grosso do Norte ou Mato Grosso de Fora (pela posição geográfica de Portugal em relação ao Brasil e pela existência dos estados de Mato Grosso do Sul e Mato Grosso), Faixa de Gajos e Porto de Gajinhas (combinações do termo "gajo", visto como tipicamente português no Brasil, com os nomes do território palestino da Faixa de Gaza e da praia brasileira de Porto de Galinhas, respectivamente), Rio de Fevereiro (trocadilho com o estado brasileiro do Rio de Janeiro), Rio Grande de Fora (trocadilho com os estados do Rio Grande do Sul e Rio Grande do Norte), Capitanias Desnecessárias (em crítica direta à colonização portuguesa do Brasil e a organização inicial em capitanias hereditárias), entre outros termos. Lisboa foi satiricamente chamada de "Vitória da Reconquista", em alusão a cidade baiana de Vitória da Conquista..

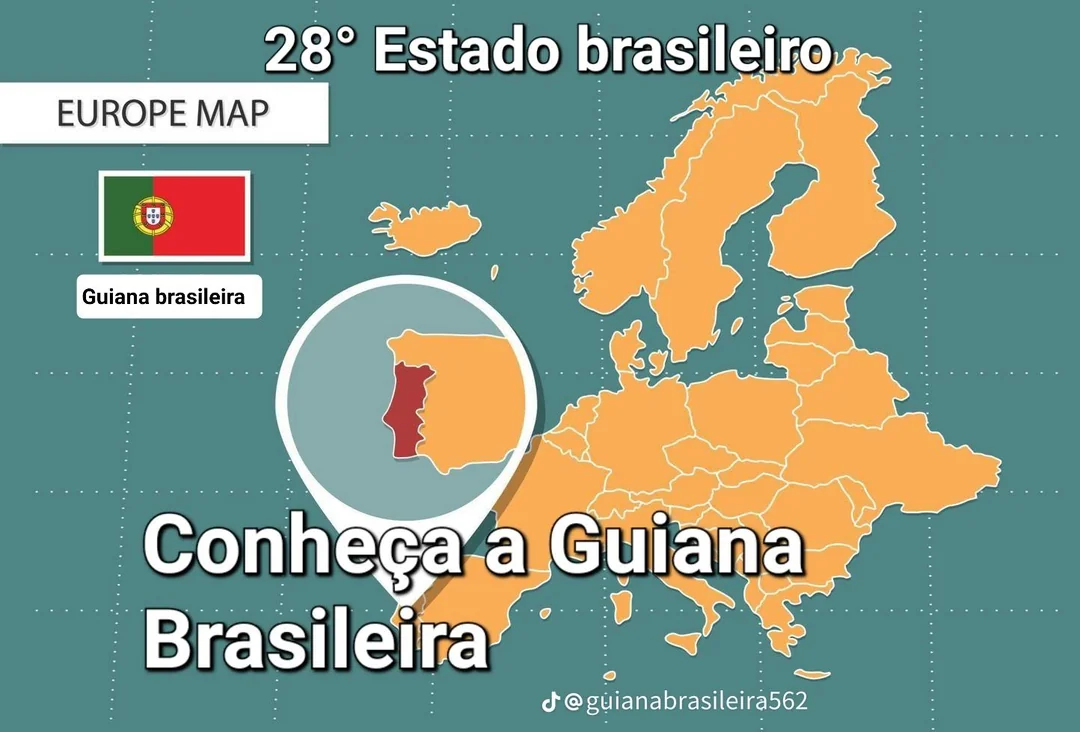
Mapa fictício da Europa mostrando Portugal como um dos estados do Brasil, tal quais ideias de 51.º estado dos EUA

Foram criados mapas que integravam Portugal ao território brasileiro como um “pedacinho do Brasil na Europa”, o lema "Ordem e Bacalhau" para o novo território em derivação paródica do lema nacional brasileiro Ordem e Progresso, como também vídeos gerados por inteligência artificial que mostravam figuras públicas portuguesas, como Cristiano Ronaldo, "candidatando-se" ao cargo de governador do suposto 27.º estado brasileiro (28.ª unidade federativa de primeiro nível do país). Nessa mesma linha, a variante de Portugal da língua portuguesa é retratada como uma versão "primitiva" ou "pré-histórica" da língua (sem relação com o português arcaico ou galego-português).
O assunto apareceu na Wikipédia em português, enciclopédia colaborativa na qual usuários criaram páginas fictícias sobre o meme da "Guiana Brasileira", alteraram o nome de Portugal em vários artigos para tal, inclusive citando um suposto "acordo histórico" para a anexação de Portugal. Tais páginas ficaram no ar de poucos minutos a algumas horas e foram eliminadas, por decisão ou regra da comunidade.
A piada também chegou ao Google Maps, quando usuários brasileiros criaram localizações fantasiosas na plataforma. Ao pesquisar sobre o mapa de Portugal, os resultados da busca passaram a exibir diversos locais relacionadas ao meme, inclusive uma delas levando diretamente a uma página sobre o estado de Pernambuco. Esses resultados não traziam detalhes, como telefone e horário de funcionamento, mas contavam com imagens e avaliações feitas por usuários brasileiros remetentes ao meme, mas logo foram removidos da plataforma.

Logotipo do Pix, sistema brasileiro de pagamento eletrônico instantâneo

O meme prosseguiu com postagens sobre uma placa na qual o hipermercado português Continente diz aceitar Pix, método instantâneo de pagamento brasileiro, por meio de parceria com a empresa financeira portuguesa UNICRE em conjunto com o Braza Bank. O método de pagamento instantâneo, em reais brasileiros, tem ganhado adesão por comerciantes locais devido à presença crescente de imigrantes familiarizados com a tecnologia em Portugal, como também turistas com conta bancária em uma instituição brasileira.

## Repercussão
A repercussão do meme gerou reações diversas dentre os portugueses, oscilando entre humor, indiferença ou mesmo descontentamento. Alguns internautas expressaram desconforto e irritação, considerando a brincadeira como uma afronta à identidade nacional. Comentários como "isso não é brincadeira" e "estão a gozar com Portugal" apareceram nos serviços de rede social, evidenciando o descontentamento com a sátira. Nesse contexto, setores mais conservadores portugueses também criticaram a mudança linguística associada ao uso de expressões brasileiras em contextos do português europeu, interpretando isso como uma tentativa de imposição cultural e perda da singularidade portuguesa em meio a campanhas xenofóbicas à imigração brasileira e ideologias geopolíticas antibrasileiristas e favoráveis aos Estados Unidos.

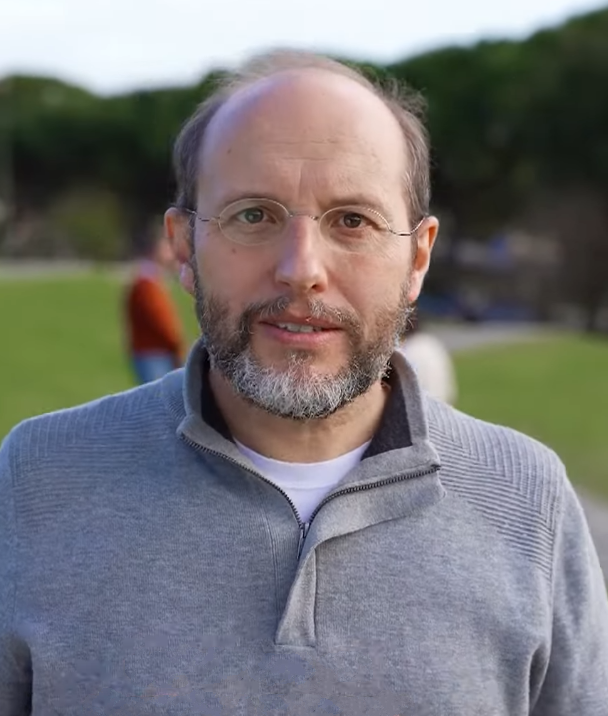
Segundo o historiador e deputado português Rui Tavares, o meme da Guiana Brasileira não gerou reações hostis significativas

O jornal português Diário de Notícias afirmou que, no país, o meme pode ter "passado despercebido", mas que recebeu cobertura significativa no país sul-americano pois "para os brasileiros meme é assunto sério".
| “ | Alguns portugueses não acharam graça. Pelo que vi na internet, eram nacionalistas. No seu ultrapatriotismo, sentiram-se ofendidos. Mas os portugueses minimamente tocados pelo saudável dom da moderação encontraram a piada. Sim, Portugal soube rir de ser visto como a "Guiana Brasileira". | ” |

O historiador português e deputado na Assembleia da República Rui Tavares, em texto publicado no jornal Folha de S.Paulo, afirmou que a ideia de Portugal como um território ultramarino do Brasil não gerou reações hostis significativas entre os portugueses, sendo tratada majoritariamente com ironia ou indiferença.
O humorista Manuel Cardoso propôs no episódio "Disto o Nuno Rogeiro não fala" da sua rubrica "Bem-vindos a mais um episódio de..." na Rádio Comercial que aceita o nome para Portugal, caso o Brasil aceitasse que é uma colônia dos Estados Unidos, propondo 12 nomes possíveis para o país: Texas do Sul, Novo Novo México, Funkentucky, Puerto Não Assim Tão Rico, Havai que é tua Taffarel, Brasillinois, Geórgia Amado, Alabamalhação, Capivarizona, Califônibus, Guam Santana e Mississípio do Pica-pau Amarelo. Nessa linha, também foi criado o apelido de "Groenlândia Portuguesa" para o Brasil, em direta resposta ao meme, que no entanto teve menos repercussão.
O meme também inspirou a funkeira dinamarquesa Fefe Life a publicar um vídeo sugerindo que o Brasil colonize a Dinamarca, destacando supostas vantagens que seu país ofereceria em comparação à fictícia "Guiana Brasileira".
Em uma análise do filólogo luso-brasileiro José Luís Landeira, é sintetizado que o meme demonstra que a relação Brasil e Portugal é tanto desafiadora quanto grandiosa, que é um modo de "carnavalizar a realidade", ou seja, construção de uma falácia sem compromisso profundo com os fatos e sem preocupação com as consequências das ações e demonstra que a discussão sobre o tema interessa as pessoas e que "há o desejo de proximidades e da construção de pontes que superem os rancores daqui e de lá".
Noticiado em diversos veículos de imprensa, dentre eles os portugueses Jornal Económico, Notícias ao Minuto e Público. No Brasil, o meme recebeu cobertura ao menos de Canaltech, CNN Brasil, Folha de S.Paulo, G1, Opera Mundi, Tecnoblog, Rádio Comercial, Rádio Itatiaia, Revista Fórum, Seleções, Terra e UOL Notícias.